# Retenue de substitution
Méga-bassine
Pour les articles homonymes, voir Bassine (homonymie).

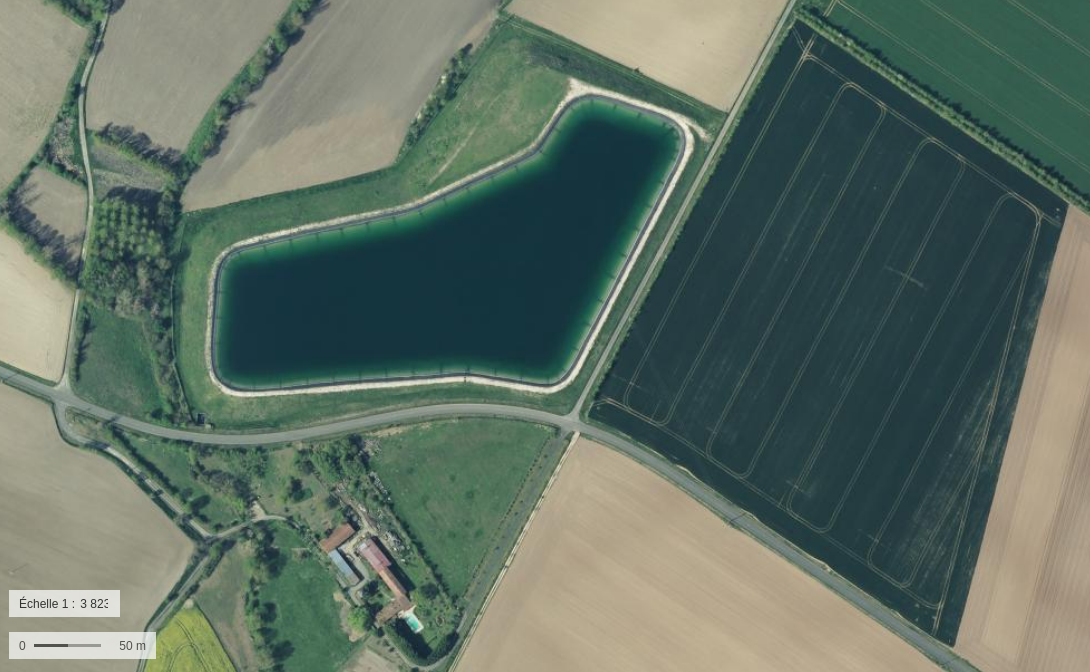
Vue aérienne de la retenue de substitution agricole de Pouillac (Cram-Chaban, Charente-Maritime, France)

Une retenue de substitution ou réserve de substitution (ou méga-bassine / mégabassine pour les plus imposantes) est une retenue d'eau destinée au stockage agricole de l'eau qui est remplie durant l'hiver en pompant dans l'eau des nappes phréatiques, ou parfois dans des cours d'eau, et utilisée durant l'été.
Ce type d'ouvrages suscite des mouvements d'opposition en France, avec de nombreux contentieux devant la justice et pour certains projets des manifestations, notamment dans l'ancienne région Poitou-Charentes où des marches et rassemblements ont lieu à partir de 2019, certaines donnant lieu à des violences. En Espagne, il y a une plus grande acceptabilité car l'ensemble des utilisateurs bénéficiaires sont associés dans la mise en place du système.
Le débat propre aux réserves de substitution s’insère dans un débat plus large lié aux retenues utilisées pour l’irrigation agricole, quel que soit leur type, et à un certain modèle d'agriculture intensive. Pour les opposants, ces retenues constituent un accaparement des ressources au profit d'un petit nombre et sont représentatives d’un modèle agricole productiviste jugé périmé. Elles sont source d’une perte en quantité et en qualité d’eaux nécessaire au bon équilibre des milieux et sont un risque pour l’augmentation de la sévérité et de la longueur des sécheresses en lien avec le réchauffement climatique. En synthèse, il s'agit, selon eux, d'une mal-adaptation au changement climatique. Pour les tenants des retenues ou réserves de substitution, elles sont la solution d’une agriculture raisonnée, en attente d’une agriculture vraiment durable, à défaut de laquelle on assistera à une irrigation importée non durable. Elles doivent être accompagnées d’un projet de territoire unissant l’ensemble des acteurs de l’eau autour d'objectifs de maintien et d'enrichissement des milieux.

## Caractéristiques

### Typologie des retenues à vocation agricole
Les réserves de substitution ont en général une vocation agricole, et servent principalement pour l'irrigation et l’abreuvement du bétail. Ces retenues collectent et stockent l'eau de pluie pour sécuriser les moyens de subsistance et augmentent les rendements des cultures. Elles se sont avéré des outils essentiels pour surmonter les aléas du climat et ainsi stabiliser les rendements des cultures dans le monde.
Deux grands types de retenues peuvent être distingués selon leur mode d'alimentation.
| Type de retenue         | Source d'alimentation            | Période d'alimentation |
| ----------------------- | -------------------------------- | ---------------------- |
| Retenue de substitution | Cours d'eau ou nappe alluviale   | Hors période d'étiage  |
| Retenue de substitution | Pompage dans une nappe           | Hors période d'étiage  |
| Retenue collinaire      | Eaux de ruissellement uniquement | Toute l'année          |

Le présent article est consacré aux réserves de substitution, appelées dans les médias et par leurs opposants « bassines » ou « méga-bassines » qui sont de plus grande capacité et peuvent stocker plusieurs centaines de milliers de mètres cubes d'eau.

### Définition

#### Réserves de substitution (déconnectées des cours d'eau)
Pour le ministère français de l'Écologie, les réserves de substitution sont des « ouvrages artificiels permettant de substituer des volumes prélevés à l'étiage par des volumes prélevés en période de hautes eaux », en stockant l'eau « par des prélèvements anticipés ne mettant pas en péril les équilibres hydrologiques, elles viennent en remplacement de prélèvements existants ». Une définition plus restrictive considère qu'elles ne peuvent être situées qu'en dehors des cours d'eau.

#### Cas particulier des retenues de substitution sur cours d'eau
Pour pouvoir être considéré comme une réserve de substitution, un ouvrage qui intercepterait des écoulements (cette réserve serait alors une retenue) doit impérativement être équipé d'un dispositif de contournement garantissant qu'au-delà de son volume et en dehors de la période autorisée pour le prélèvement, toutes les eaux arrivant en amont de l'ouvrage ou à la prise d’eau sont transmises à l’aval, sans retard et sans altération.

### Mode de fonctionnement

Schéma comparatif de fonctionnement d'un système d'irrigation avec et sans réserve de substitution.

Le principe de fonctionnement est de pomper dans les nappes en hiver quand le niveau est le plus haut pour remplir des réservoirs qu'on réutilise en été pour l’irrigation, en évitant alors de pomper l’eau dans un milieu en tension. Le prélèvement en automne/hiver se substitue au prélèvement du printemps/été, d’où le nom initial de réserve de substitution. La substitution évite de « mettre en péril les équilibres hydrologiques » uniquement durant la période de tension où les prélèvements sont substitués, c’est-à-dire à l’étiage.
Ce dispositif est notamment utilisé quand des retenues collinaires ne sont pas possibles, comme dans les Deux-Sèvres où l'eau de pluie s’infiltre dans les sols calcaires sans ruisseler.

### Dispositifs constructifs
Une réserve de substitution est composée d'une cuve, d'une station de pompage, d'un réseau d'alimentation et d'un réseau de distribution.
La cuve est en général semi-enterrée et comporte en partie aérienne une digue périphérique en terre. Une membrane d'étanchéité recouvre le fond de la cuve et les parois internes de la digue périphérique afin d'éviter une perte des eaux dans le sous-sol. Deux indicateurs de volumes caractérisent les réserves de substitution : la capacité totale et la capacité utile. La différence entre les deux correspond au « culot » qu'il est nécessaire de conserver en fond des réserves pour éviter le décollement du dispositif d’étanchéité artificielle. La capacité totale peut varier de quelques dizaines de milliers à quelques centaines de milliers de mètres cubes d'eau. À titre d'exemple, la réserve située à Sainte-Soline, en France, lieu des principales manifestations, a une capacité utile de 627 868 m3. Sa surface maximale en eau est de 102 099 m2. La hauteur de la digue périphérique (hauteur hors-sol maximale) est de 12,80 m. La profondeur du plan d'eau est de l'ordre de 9 m.
La station de pompage permet de remonter l'eau de la nappe via les différents puits de forage, préexistants à la construction des réserves de substitution et assurant les prélèvements individuels de chaque irriguant ou construits concomitamment aux réserves. Un réseau d'alimentation raccorde les différents puits de forage à la station de pompage. Un réseau de distribution raccorde la cuve aux différentes parcelles irriguées. Les prélèvements relevant de protocoles de gestion collective et mutualisée, un suivi des prélèvements d’eau est indispensable afin de mesurer leur incidence sur les masses d’eau et à cette fin il peut être imposé dans l'autorisation environnementale que les compteurs des ouvrages de prélèvement soient remplacés par des équipements assurant la télétransmission des index en temps réel à l'organisme unique de gestion. C'est notamment le cas pour les réserves de Sèvre Niortaise et Mignon.

Coupe d'une réserve de substitution, d'après celle de Sainte-Soline.

## Situation dans le monde

### En France

#### Cadre général
Le cadre juridique de conception, construction et exploitation des réserves de substitution est le même que celui d'une retenue quel que soit son type et est relativement complexe. Il relève notamment de plusieurs codes : urbanisme, environnement, santé publique, minier. Sur le plan environnemental, les retenues d'eau sont soumises au régime juridique des installations, ouvrages, travaux ou activités (IOTA) ayant une incidence sur l’eau et les milieux aquatiques prévu par le code de l'environnement. Elles font l'objet de déclaration ou d'autorisation auprès du préfet délivrée après enquête publique suivant les dangers et la gravité des opérations sur l'eau et les milieux aquatiques.
L'ancienne région Poitou-Charentes est particulièrement concernée par des projets de réserves de substitution, principalement parce qu'il s'agit d'une région historiquement destinée à la culture du maïs, principalement destinée à l'alimentation d'animaux d'élevage et à l'exportation (même si une forte diversification est constatée depuis 2010) et en déséquilibre quantitatif des eaux (nécessitant soit de réduire les prélèvements, soit d'utiliser ce genre de retenue qui supprime les prélèvements en été, soit un changement des pratiques culturales en ayant par exemple recours à l'agroécologie). En 2023, 93 réserves de substitution sont en projet sur les quatre départements de Charente, de Charente-Maritime, des Deux-Sèvres et de la Vienne. Ces projets sont regroupés sur neuf sous-bassins comme suit : Aume-Couture (9 réserves), Auxances (6), Boutonne (21), Clain moyen (15), Dive-Bouleure-Clain amont (6), La Clouère (8), La Pallu (6), Le Curé (6) et Sèvre niortaise-Mignon (16).

#### Débat autour des méga-bassines
Le débat propre à la construction des réserves de substitution (méga-bassines) s’insère dans un débat plus large relatif à l'ensemble des retenues d'eau, qu'elles soient utilisées pour l'irrigation agricole ou pour d'autres usages, et notamment sur les impacts sur les ressources en eau et les milieux aquatiques. Concernant spécifiquement les réserves de substitution, deux rapports d'informations publiés respectivement par l'Assemblée nationale en 2020 et par le Sénat en 2022 résument les termes du débat autour de six thématiques : le modèle agricole (encouragement de pratiques gourmandes en eau au détriment d'un modèle basé sur l'agroécologie), le coût de ces retenues (un coût exorbitant principalement financé avec des fonds publics), le devenir de cette eau (évaporation, dégradation), l'iniquité (accaparement de l'eau au profit d'un petit nombre) et l'absence de consensus (notamment sur les volumes à prélever), la non prise en compte du réchauffement climatique, un intérêt global contesté par certains scientifiques.

#### Oppositions et contentieux

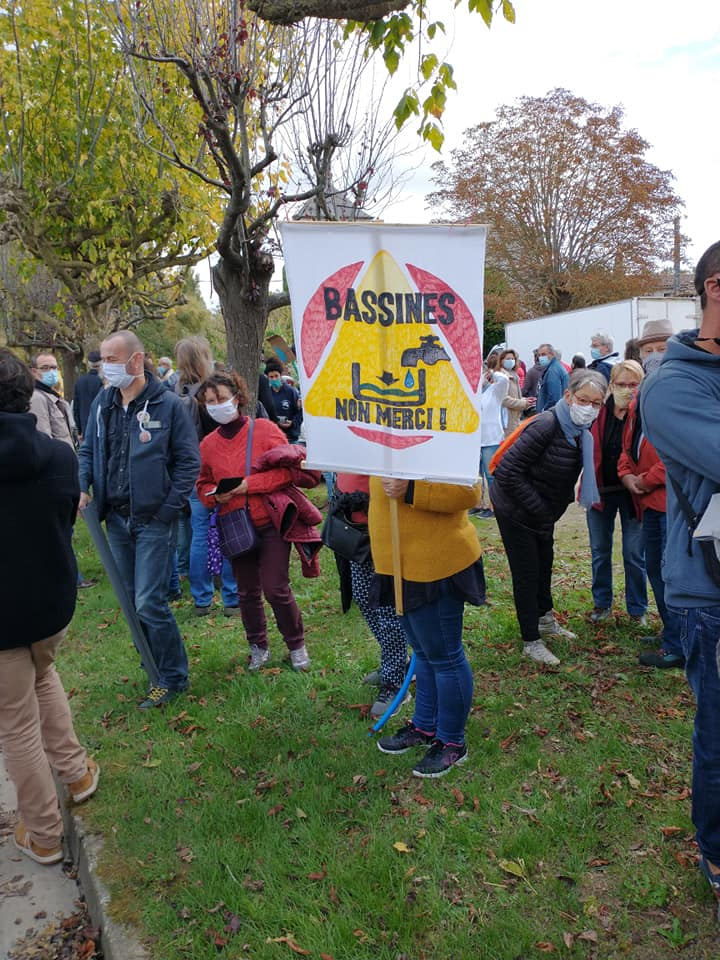
Manifestation du collectif « Bassines, non merci » en 2020 dans les Deux-Sèvres (Nouvelle-Aquitaine).

Les réserves de substitution, nommées méga-bassines par leurs opposants, font l'objet de fortes contestations de la part d'organisations écologistes, comme Les Soulèvements de la Terre et le collectif « Bassines non merci », ainsi que des organisations d'agriculteurs comme la Confédération paysanne.
Elles se traduisent par des contentieux judiciaires portant soit sur les autorisations de prélèvements, soit sur les projets de construction proprement dits. Début 2020, 7 contentieux sur les autorisations de prélèvements étaient en cours (trois autorisations ont été annulées par le tribunal administratif de Poitiers, les jugements étant désormais en appel — trois sont en attente de premier jugement — un est en cours sur un plan annuel de répartition sur le Clain). Concernant les projets de retenue, 21 sur 34 dans le bassin Adour-Garonne sont en contentieux et 31 sur 60 dans le bassin Loire-Bretagne.
En 2023, un ensemble de 5 réserves, porté par l'ASAI des Roches et situées sur les communes de Cram-Chaban (3), La Grève-sur-Mignon et La Laigne, est dans une situation particulière puisque l'autorisation d'aménager a été donnée en 2009, les réserves sont construites et en eau mais les autorisations de prélèvement et donc d'exploiter sont définitivement annulées, tous les recours ayant été épuisés,.
Plusieurs manifestations et actions visant à empêcher la construction de ces réserves ont lieu, particulièrement à Sainte-Soline en octobre 2022 et mars 2023, rassemblant plusieurs milliers de personnes et occasionnant des affrontements avec les forces de l'ordre. En octobre 2023, deux arrêtés préfectoraux autorisant 15 retenues d'eau en Nouvelle-Aquitaine sont annulés par le tribunal administratif de Poitiers pour information insuffisante ou erreur manifeste dans la gestion équilibrée et durable de la ressources par les préfectures.
Le 8 juillet 2025, le tribunal de La Rochelle condamne neuf agriculteurs de Charente-Maritime pour des délits environnementaux liés à l’usage illégal de mégabassines de 2010 à 2023. Ces réserves d'eau construites sans autorisation valide pour de grands exploitants céréaliers dans 7 des 9 cas, produisant pour l'exportation ou l’alimentation animale, ont continué à être remplies en dépit de plusieurs décisions de justice ayant confirmé leur illégalité. Les exploitants sont condamnés à un total de 1,5 million d’euros (incluant des amendes individuelles, des indemnisations à une association environnementale et une réparation du préjudice écologique). Le jugement, inédit en France, semble marquer une reconnaissance judiciaire du caractère répétitif et destructeur de ces prélèvements illégaux sur les ressources en eau, dans ce cas, environ 4 millions de m3 d'eau.

### En Espagne
En Espagne est lancée en 1951 par le dictateur Franco une vaste politique d’irrigation avec la promulgation d’une loi dite de colonisation des terres irrigables. La construction des canaux permet alors d’acheminer l’eau. À partir des années 1960, de grandes étendues désertiques deviennent agricoles et se développent. Le réservoir de Yesa, un vaste lac de barrage de 446 millions de m3 construit sur la rivière Aragon, a ainsi été construit en 1959. De ce réservoir partent cinq acequias, de longs canaux de transport de l'eau qui se déversent dans quatre réservoirs secondaires, dits de régulation interne (Embalses de Regulación internaI). Quatre centrales hydroélectriques ponctuent le réseau et permettent, grâce à l’électricité produite et vendue, de réduire le coût d’exploitation de ce système de transport de l’eau vers les zones irriguées. Des petits canaux le long des parcelles finissent d’amener l’eau dans les champs. L'irrigation se fait à 69 % par inondation, à 27 % par aspersion et à près de 4 % par goutte à goutte.
En 2004, il est envisagé d’agrandir le réservoir, mais devant l’impact environnemental trop fort, une autre solution est retenue, la construction de réservoirs de substitution le long des canaux secondaires. Ainsi à Tauste, dans la région de l'Aragon, la Communauté général du canal de Bardenas, une communauté d'exploitants agricoles, utilise les réserves de substitution en eau sur une zone de terres irriguées de plus de 80 000 hectares. Les agriculteurs ne peuvent pas utiliser l'eau comme bon leur semble. Chaque saison, ils sollicitent une autorisation d’irriguer. Un volume d’eau est attribué à chacun pour ses cultures.
La différence essentielle avec la France est une approche globale, puisque la totalité des agriculteurs est bénéficiaire de cette ressource en eau, et pas uniquement un nombre restreint[source insuffisante]. L’impact environnemental de cette irrigation à outrance est toutefois soulevé par certaines associations écologistes. Le bureau de Greenpeace de Madrid rappelle ainsi que les réserves de substitution en eau et les dérivations de fleuves dans le pays sont telles que le système est arrivé à un point de « gestion non durable », « des milieux naturels sont en danger. Le Tage est presque mort ». L'association Ecologistas en Accion indique que ces réserves servent aussi bien à l'agriculture qu'à arroser des golfs.
La pénurie chronique d’eau en Espagne, liée au dérèglement climatique et à la gestion agricole, conduit à une remise en cause de ce système. Dans les années 2020, les bassines sont à 51,7 % de leur capacité, contre 62,7 % en moyenne au cours de la décennie précédente. La Fondation nouvelle culture de l’eau souligne que « la pression agricole est si forte que les réserves d’eau ne peuvent pas se reconstituer d’année en année ».

## Avis des scientifiques
Plusieurs scientifiques français ont exprimé leur opposition aux retenues de substitution, les désignant comme un exemple de maladaptation aux changements climatiques.

### Vidéographie
- Thinkerview, « Crise de l'eau, planète terre invivable ? Emma Haziza (hydrologue, spécialiste de la résilience des territoires face aux risques climatiques extrêmes. Fondatrice de Mayane, centre de recherches appliquées consacré à l'adaptation climatique ; pour la partie consacrée aux bassines : positionner le curseur à 1:16:27 sur 2:05:40) », 17 mai 2022 (consulté le 25 mai 2022)